# Call Detail Record
Call Detail Record nebo Charging Data Record (CDR) je v telekomunikacích datový záznam vytvářený telefonní ústřednou nebo jiným telekomunikačním zařízením, který dokumentuje detaily telefonního hovoru nebo jiné telekomunikační transakce. Záznam obsahuje různé atributy transakce např. čas jejího uskutečnění, dobu trvání, stav dokončení, volající číslo a volané číslo. Jde o automatizovanou obdobu papírového záznamu o hovoru, které vytvářeli operátoři v manuálních telefonních ústřednách pro dálkové hovory.

## Obsah
Call detail record obsahuje položky popisující každou telekomunikační transakci, ne však obsah komunikace. Obsahem záznamu mohou být následující informace:
- telefonní číslo volajícího účastníka (A-party)
- telefonní číslo volaného účastníka (B-party)
- datum a čas začátku transakce
- trvání transakce
- telefonní číslo účastníka, kterému bude transakce naúčtována
- identifikace telefonní ústředny nebo jiného telekomunikačního zařízení
- jednoznačné pořadové číslo identifikující záznam
- další číslice volaného čísla použité pro směrování nebo zvláštní zpoplatnění transakce
- stav dokončení udávající např. zda byl hovor úspěšně spojen
- trasa, po které volání dorazilo do ústředny
- trasa, po které volání opustilo ústřednu
- druh služby nebo transakce (telefonní hovor, SMS)
- chybový kód

Obsah a formát záznamů vytvořených různými zařízeními se může v různých směrech lišit; například:
- místo doby trvání může záznam obsahovat čas ukončení transakce
- záznamy vytvořené zařízeními, která zpracovávají pouze hlasové hovory, nemusí obsahovat druh transakce
- některé malé pobočkové telefonní ústředny (PBX) nezaznamenávají volající číslo

Některé pobočkové telefonní ústředny (PBX) používají pro CDR název station messaging detail record, SMDR.

## Použití
Hlavním účelem CDR je zúčtování jednotlivých účastníků za poskytnuté služby. CDR záznamy mohou být použity při plánování rozvoje telekomunikační sítě a jednotlivých služeb, jako důkazní materiál při trestním řízení i pro statistické a výzkumné účely.